# Jewhen Barabanow
Jewhen Olehowytsch Barabanow (ukrainisch Євген Олегович Барабанов; * 24. Juli 1993 in Kiew) ist ein ukrainischer Boxer im Weltergewicht.

## Karriere
Barabanow ist ukrainischer Jugendmeister 2011, sowie ukrainischer Meister 2012, 2013, 2015, 2016, 2018 und 2019. Er gewann jeweils eine Bronzemedaille bei den World University Championships 2016 der FISU in Thailand, bei den Europameisterschaften 2017 in der Ukraine, sowie den Europaspielen 2019 in Belarus. 
Er war zudem für die Weltmeisterschaften 2017 in Deutschland qualifiziert, wo er im Achtelfinale gegen Shaxram Gʻiyosov ausschied.